# RiP!: A Remix Manifesto
RiP!: A Remix Manifesto ist ein Open-Source-Dokumentarfilm aus dem Jahr 2008 über „das sich verändernde Konzept des Urheberrechts“ unter der Regie von Brett Gaylor. Der Film wurde unter der Creative Commons Lizenz CC-BY-NC-SA 3.0 veröffentlicht, damit ist die Weitergabe und das Mischen des Filmes unter Namensnennung und unter gleichen Bedingungen zu nicht-kommerziellen Zwecken erlaubt.
Der Dokumentarfilm, der über einen Zeitraum von sechs Jahren erschaffen wurde, beinhaltet die gemeinsame Remixarbeit von Hunderten von Leuten, die zur (eigens für den Film angelegten) Open-Source-Cinema-Website beigetragen haben und dabei geholfen haben, „den ersten Open-Source-Dokumentarfilm der Welt zu kreieren“, wie Gaylor es ausdrückte. Der Arbeitstitel des Projekts war Basement Tapes, (bezogen auf das gleichnamige Album von Bob Dylan), wurde aber vor dem Kinostart in RiP!: A Remix Manifest umbenannt. Gaylor ermutigte dazu, eigene Remixe aus diesem Film zu kreieren, durch Nutzen der Medien von der Open Source Cinema-Website oder anderen Webseiten wie YouTube, Flickr, Hulu oder MySpace.

## Hintergrund
Gaylor bereiste die Welt, um Gleichgesinnte zu finden, die ihm helfen würden, das Remixer-Manifest zu entwerfen, das die Struktur seiner Open-Source-Dokumentation ausmacht. Das Manifest lautet wie folgt:
1. Kultur baut immer auf Vergangenheit.
2. Die Vergangenheit versucht immer, die Zukunft zu kontrollieren.
3. Unsere Zukunft wird weniger frei.
4. Zum Aufbau freier Gesellschaften muss man die Kontrolle der Vergangenheit einschränken.
Weiterhin unterscheidet Gaylor zwischen Werken von Unternehmen und gemeinfreien Werken und argumentiert, erstere nutzten „CopyRIGHT“, während gemeinfreie Werke den freien Austausch von Ideen darstellen, was er als „CopyLEFT“ bezeichnet. Gaylor und Gillis sind klar auf der Seite des Copyleft, damit wollen sie das Ideenwachstum durch die freie Zugänglichkeit von Werken steigern.

## Teilnehmende
Der Dokumentarfilm interessiert sich besonders für die rechtliche Grauzone des Remixens (Mischens) bestehender Werke. Der Film zeigt Auftritte von:
- Gregg Gillis (bekannt als Girl Talk), ein amerikanischer Musiker, der sich auf Mashup-Remixe spezialisiert hat, die oft ein Dutzend oder mehr unautorisierte Samples aus verschiedenen Songs verwenden, um einen völlig neuen Track zu kreieren. Gillis 2006 Album Night Ripper könnte möglicherweise 300 Urheberrechtsverletzungen beinhalten was zu einer maximalen Schadensersatzforderung von rund 45 Millionen Dollar führen könnte. Fans sehen den Mash-up-Künstler als kreativen Modell, Verwertungsgesellschaften beklagen Urheberrechtsverletzungen.[6]
- Lawrence Lessig, ein amerikanischer politischer Aktivist, Professor für Rechtswissenschaft an der Harvard Law School und Gründer des Center for Internet and Society. Er ist bekannt als Verfechter einer reduzierten gesetzlichen Regulierung von Urheberrechten und Markenrechten, insbesondere in Technologieanwendungen. Er war vorher ein Jura-Professor an der Stanford Law School. Gaylor diskutiert den rechtlichen Schutz von Fair Use mit Lessig, um die rechtlichen Probleme der Filmproduktion zu bestimmen.
- Cory Doctorow, ein kanadischer Blogger, Journalist und Science-Fiction-Autor. Doktorow ist Mitherausgeber des Blogs Boing Boing und Aktivist für die Reform der Urheberrechtsgesetze. Er ist Befürworter der Creative Commons Organisation und nutzt deren Lizenzen für seine Bücher. Zu den gemeinsamen Themen gehören digitale Rechteverwaltung und Filesharing.
- Gilberto Gil, der brasilianische Musiker und ehemalige Kulturminister, der durch eine Partnerschaft mit Creative Commons Pionierprogramme für Open-source in Brasilien initiierte. Als Minister sponserte er ein Programm namens „Kulturpunkte“, das Stipendien für Musiktechnik und Bildung für Menschen in armen Gebieten der Städte des Landes zur Verfügung stellte.[7]
- Dan O’Neill, ein Karikaturist und Gründer der Air Pirates, eine Gruppe, die berühmt wurde als sie von der Walt Disney Company wegen Urheberrechtsverletzungen verklagt wurde.
- Jammie Thomas, eine alleinerziehende Mutter, die 36.000 Dollar im Jahr verdient und von der Recording Industry Association of America (RIAA) erfolgreich auf 222.220 Dollar Schadensersatz verklagt wurde, weil sie 24 Lieder auf der Filesharing-Platform Kazaa heruntergeladen hatte.

## Andere Themen
Das Statute of Anne von 1710 gibt den Autoren die ausschließlichen Rechte an ihren Werken. Der Dokumentarfilm konnte aufgrund eines Teils des amerikanischen Urheberrechts, der als „Fair Use“ bezeichnet wird, hergestellt und verbreitet werden. Fair Use bietet die Möglichkeit, urheberrechtlich geschützte Werke zu verwenden, um im Rahmen der Meinungsfreiheit auf einen Sachverhalt aufmerksam zu machen. Aufgrund der Tatsache, dass Gaylor über das Urheberrechtsgesetz und die Rechte der Künstler in seinem Film berichtet, war es ihm gesetzlich erlaubt, urheberrechtlich geschützte Stücke als Beispiel zu verwenden, um seinen Punkt darlegen zu können. Er verwendet gemixte Musik im Film, um zu zeigen, dass die Musikindustrie eine solche Verwendung normalerweise als illegal betrachtet. Der Film diskutiert auch die rechtlichen und tatsächlichen Folgen des Downloads urheberrechtlich geschützter Werke.
Der Fall Capitol Records, Inc. v. Thomas-Rassett war die erste Urheberrechtsverletzungsklage von großen Plattenfirmen in den Vereinigten Staaten von Amerika wegen Filesharings.

## Filmfestspiele und Preise
RiP!: A Remix Manifesto hatte sein internationales Debüt auf dem (International Documentary Film Festival Amsterdam) im November 2008. Er gewann den Publikumspreis des Festivals.
Der Film hat seine US-Premiere auf dem Festival South by Southwest am 15. März 2009.
Das Kanadische Nachrichtenmagazin Macleans nannte den Film „einen schillernden Frontalangriff darauf, wie Unternehmenskultur die Meinungsfreiheit mit den Urheberrecht mundtot macht.“
Auch auf dem Whistler Film Festival, welches vom 4. bis zum 7. Dezember 2008 stattfand, gewann der Film den Publikumspreis. Der Film war im Rennen für den besten Dokumentarfilm in den 30. Annual Genie Awards in Kanada.
Auf dem Festival du Nouveau Cinéma in Montreal gewann der Film den „Special Jury Price“. Er war der Schlussfilm auf dem Docs Barcelona. Der Film fand außerdem Anklag auf dem EBS film festival (Korea). Er war der Eröffnungsfilm auf dem Ambulante Film Festival (Mexiko-Stadt). Weiterhin kam der Film u. a. in die Auswahl des Filmfest München und der Internationalen Filmfestspiele in Rio.

## Ausstrahlung
Der Film wurde auf folgenden Fernsehsendern weltweit ausgestrahlt: Documentary (Kanada), Documentary Channel (USA), NHK (Japan), SBS (Australien), YLE (Finnland), NRK (Norwegen), EBS (Südkorea), Canal D – Quebec, Yes – Israel, VPRO – Niederlande, TV3 – Katalonien, TVP Cultura – Polen, Globo – Brasilien, Cult – Italien, Planete – Frankreich, iSat – Argentinien + Südamerika

## Rezeption
RiP !: Ein Remix-Manifest erhielt gemischte Kritiken: The Globe and Mail nannte den Film „Einen kraftvollen, lebendigen und ungemein unterhaltsamen Aufruf zum Handeln.“ Kritiker in Australien bemängelten hingegen insbesondere die polemische Natur des Films. Viele der Rezensenten auf der Bewertungsplattform „Rotten Tomatoes“ haderten mit dem Blickwinkel des Regisseurs, sodass der Film eine durchschnittliche Punktzahl von 5/10, basierend auf 10 Bewertungen von Kritikern bekam. Das Publikum gab dem Film hingegen eine 75%ige Zustimmung, basierend auf 316 Bewertungen.

## RiP!: A Remix Manifesto 2.0
Am 27. Februar 2009 startete Brett Gaylor ein neues Projekt auf seiner Website, Open Source Cinema, genannt RiP !: A Remix Manifesto 2.0. Mit diesem Projekt lud er die Benutzer ein, die Originaldateien zu übernehmen, sie zu remixieren und ihre Beiträge hochzuladen, um in eine neue, verbesserte Version des Films aufgenommen zu werden. Der 2.0 wurde auf dem SilverDocs Filmfestival gezeigt.